# Datillo-Palmlilie
Die Datillo-Palmlilie (Yucca valida) (Trivialnamen in anderen Sprachen: Palma Yucca, Datillo Yucca) ist eine Pflanzenart der Gattung der Palmlilien (Yucca) in der Familie der Spargelgewächse (Asparagaceae).

## Beschreibung
Die solitär, baumförmig und verzweigt wachsende Datillo-Palmlilie erreicht eine Wuchshöhe von 2 bis 12 Metern. Die steifen, glatten, grünen bis gelbfarbenen 0,2 bis 0,5 Meter langen Laubblätter bilden an den Blatträndern variable Fasern. 
Der zwischen den Blättern beginnende, dichte Blütenstand wird 0,5 bis 0,8 Meter lang. Die duftenden, weißen bis cremefarbenen, kugelförmigen Blüten weisen eine Länge und einen Durchmesser von etwa 2 bis 5 cm auf. Die Blütezeit reicht von März bis April.
Die Datillo-Palmlilie ist trotz ihrer geographischen Isolation und der klimatischen Bedingungen (Pazifiknebel) auf der Halbinsel Baja California verwandt mit Yucca filifera und Yucca decipiens.

## Verbreitung
Die Datillo-Palmlilie wächst in Mexiko endemisch in Baja California in flachen, steinigem Gelände in Höhenlagen zwischen 200 und 850 Meter. Vergesellschaftet ist diese Art oft mit Yucca whipplei subsp. eremica, Echinocereus lindsayi, Echinocereus ferreirianus, Pachycereus pringlei, Idria columnaris, verschiedenen Agave- und Opuntia-Arten sowie Palmen-Arten.

## Systematik
Die Erstbeschreibung durch Townshend Stith Brandegee unter dem Namen Yucca valida ist 1889 veröffentlicht worden.
Innerhalb der Gattung wird die Art in die SektionYucca, Serie Treculianae gestellt.

## Bilder
Yucca valida in Baja California:

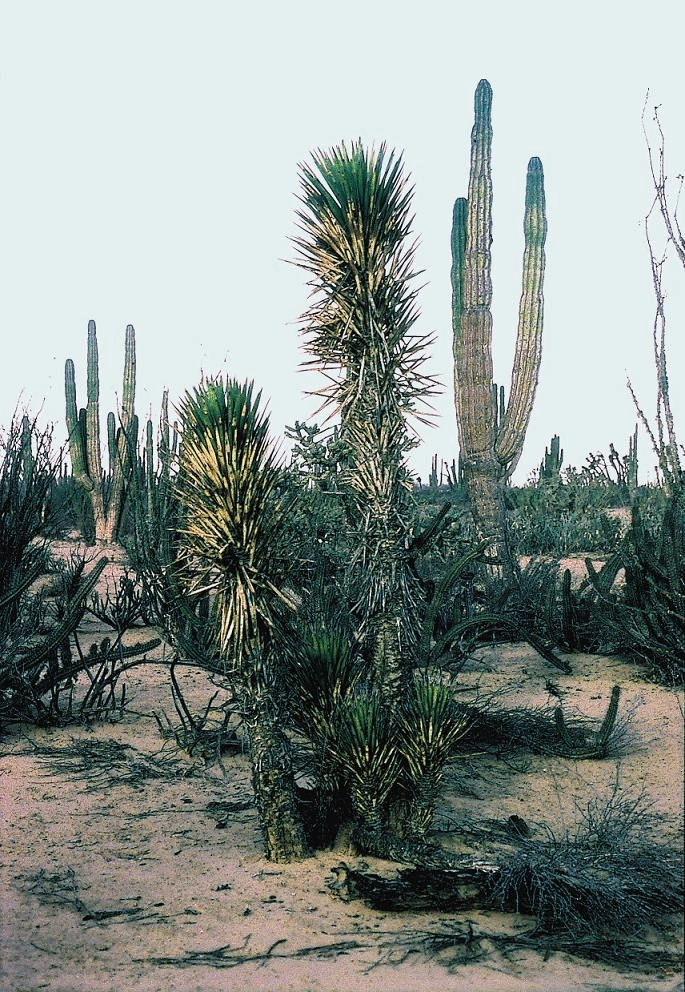
„Xerophyten-Panorama“.
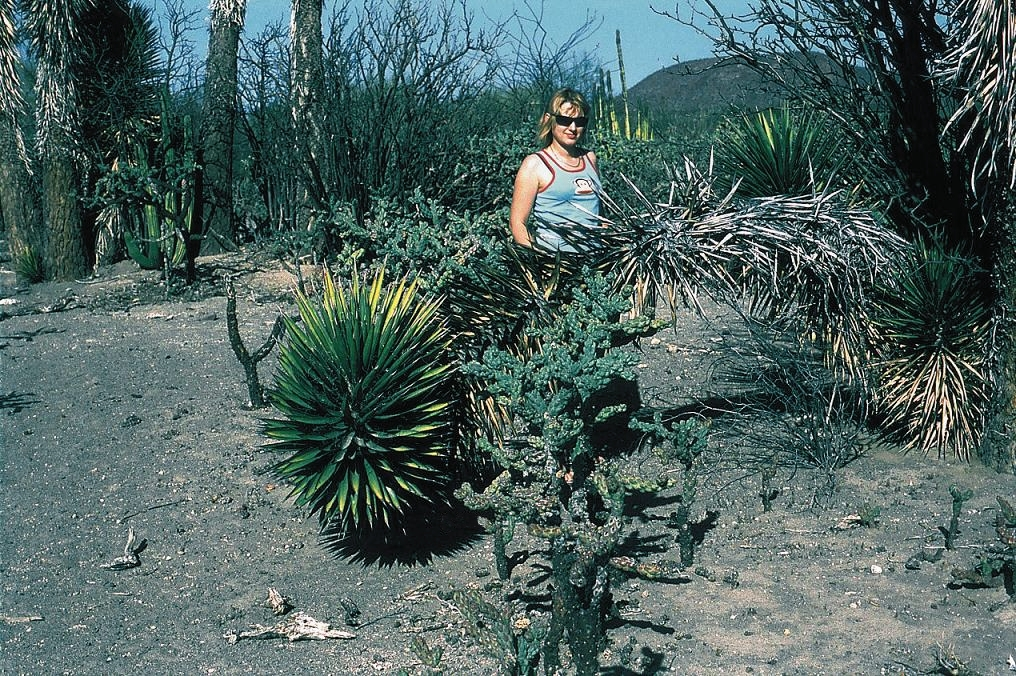
Auf den Boden geneigte Pflanze.